# 吉村寿雄
吉村 寿雄（よしむら かずお、1906年 - 1986年1月1日）は日本の実業家。元富士ゼロックス（現:富士フイルムビジネスイノベーション）社長・会長。

## 人物
旧制府立第一中学校（のちの東京都立日比谷高等学校）を経て、旧制東京商科大学（のちの一橋大学）卒業。会計学者の岩田巌は大学の同級生。
人事部門等を歩み、富士ゼロックス副社長を経て、1976年富士ゼロックス社長就任。1978年社長を退任し、会長就任。後任の社長は小林陽太郎副社長。
石油ショックで競争が激化する中、富士ゼロックスの経営にあたった。全社的品質管理を導入。米ゼロックス社がその実現可能性について懐疑的な態度を見せる中、コスト、開発期間ともに従来の2分の１の、小型高速複写機「富士ゼロックス3500」の開発に社運をかけ、海老名事業所の開発担当者のもとに頻繁に訪れ激励し、1978年には販売開始に漕ぎ着けた。1980年同社は優れた品質管理が評価されてデミング賞実施賞を受賞した。
1982年会長を退任し、相談役に就任。